# صنعت هواپیماسازی در روسیه

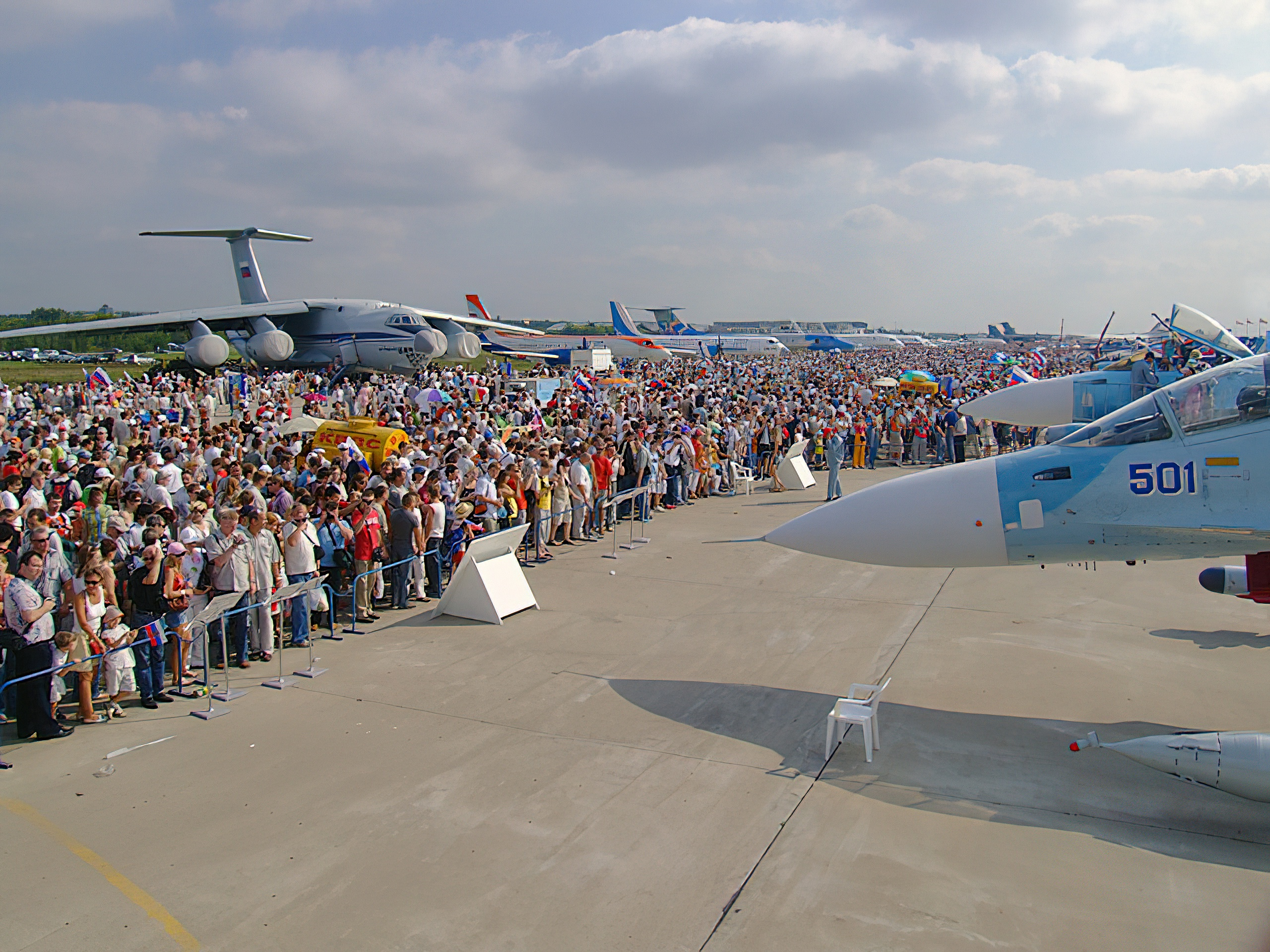
نمایشگاه صنعت هواپیماسازی در روسیه

ساخت هواپیما یک بخش صنعتی مهم در روسیه است و حدود ۳۵۵٫۳۰۰ نفر در آن مشغول به کار هستند. انحلال اتحاد جماهیر شوروی به یک بحران عمیق برای صنعت، به ویژه برای بخش هواپیماهای غیرنظامی منجر شد. وضعیت در اواسط دهه اول دهه ۲۰۰۰ به دلیل رشد حمل و نقل هوایی و افزایش تقاضا شروع به بهبود کرد. یک برنامه ادغام که در سال ۲۰۰۵ راه اندازی شد منجر به ایجاد شرکت هلدینگ یونایتد ایرکرفت کورپوریشن (United Aircraft Corporation) شد که شامل اکثر شرکت‌های کلیدی این صنعت می‌شود.
صنعت هواپیماسازی روسیه مجموعه‌ای از هواپیماهای نظامی رقابتی بین‌المللی مانند MiG-29 و Su-27 را ارائه می‌دهد، در حالی که پروژه‌های جدیدی مانند سوخو سوپرجت ۱۰۰ امیدوار است که صنعت بخش هواپیماهای غیرنظامی را احیا کند. در سال ۲۰۰۹، شرکت‌های متعلق به یونایتد ایرکرفت کورپوریشن، ۹۵ هواپیمای جدید بال ثابت را به مشتریان خود تحویل دادند که شامل ۱۵ مدل غیرنظامی بود. علاوه بر این، این صنعت در روسیه، بیش از ۱۴۱ هلیکوپتر تولید کرد.

## تاریخ

### جنگ جهانی اول
روسیه در زمان شروع جنگ، ۲۴ شرکت سازنده هواپیما داشت، اما آنها مواد یا ظرفیت لازم برای جایگزینی هواپیماهای از دست رفته را نداشتند. آنها به ویژه به موتورهای خارجی وابسته بودند. روسیه در طول جنگ جهانی اول، ۱۸۹۳ هواپیما تولید و ۸۸۳ هواپیما در بین سالهای ۱۹۱۴ تا ۱۹۱۶ وارد کرد، اما در این دوره تنها ۹۲۰ موتور تولید کرد و ۲۳۲۶ موتور را وارد کرد. تولید پس از انقلاب فوریه به شدت کاهش یافت و با خروج روسیه از جنگ در سال ۱۹۱۸ تقریباً متوقف شد. هواپیمای معروفی که در این دوره تولید شد سیکورسکی ایلیا مورومیتس (Sikorsky Ilya Muromets) بود، اولین بمب افکن چهار موتوره ای که یک واحد بمباران استراتژیک اختصاصی را تجهیز کرد. این بمب افکن سنگین در مراحل اولیه جنگ بی رقیب بود، زیرا نیروهای مرکزی تا مدت‌ها بعد هواپیمای قابل مقایسه ای نداشتند. در طول جنگ جهانی اول، روسیه در بیش از ۴۰۰ سورتی پرواز تنها یک سیکورسکی را در اثر عملیات دشمن منهدم شد.

### ۲۰۰۰–۲۰۰۵: شروع بهبودی
در آغاز هزاره سوم، صنعت هواپیماسازی غیرنظامی در یک بحران مالی عظیم قرار داشت. فقط چند هواپیما ساخته شد و تعمیر و نگهداری پس از فروش بسیار کوچک بود. بسیاری از هواپیماها، چه جدید و چه قدیمی، موفق به دریافت گواهینامه‌های بین‌المللی ایمنی و زیست‌محیطی نشدند. دو شرکت کلیدی Aviastar-SP و Voronezh Aircraft Association تقریباً ورشکست شده بودند. سود صنعت هواپیمای غیرنظامی در سال ۲۰۰۱ تنها ۳۰۰ میلیون دلار بود. در سال ۲۰۰۱، صنعت در نهایت شروع به دریافت سفارش‌های  جدید از شرکت‌های لیزینگی کرد. حمل و نقل هوایی حدود ۸ درصد در سال رشد داشت و تا سال ۲۰۰۴ تقاضای داخلی برای هواپیماهای جدید افزایش یافت. شرکت‌های کلیدی موفق شدند بدهی‌های خود را بپردازند یا آنها را بازسازی کنند و سطح تولید دوباره در حال افزایش بود. صنعت هواپیماسازی نظامی از ۱۵ سال بحران تقریباً منحصراً از طریق صادرات جان سالم به در برد. تنها در سال ۲۰۰۵، صنعت شروع به دریافت منابع مالی قابل توجهی از بودجه دولتی کرد.

## ساختار
در سال ۲۰۰۸، صنعت هواپیماسازی شامل ۱۰۶ شرکت بود که ۱۸ مورد آن متعلق به یونایتد ایرکرفت کورپوریشن بود. یکی از موفق‌ترین شرکت‌های روسی، سوخو است که دارای مجموعه گسترده‌ای از هواپیماهای نظامی رقابتی بین‌المللی، از جمله مدل‌های Su-27، Su-30 و Su-35 است. در بخش غیرنظامی، مهم‌ترین پروژه این شرکت، سوپرجت ۱۰۰ است. انجمن تولید هواپیما Komsomolsk-on-Amur، بزرگ‌ترین شرکت هواپیماسازی روسیه، مسئول تولید محصولات سوخو است. شرکت سهامی توپولف با هواپیماهای Tu-204 و Tu-214 بر بازار هوانوردی غیرنظامی تمرکز دارد، اما همچنین مسئول بمب افکن دوربرد Tu-160 و توسعه جانشینان آن است. تولید انبوه هواپیماهای Tu-204 توسط Aviastar SP واقع در اولیانوفسک انجام می‌شود، در حالی که نوع Tu-214 توسط انجمن تولید هواپیمای کازان تولید می‌شود. ایلیوشین بر بخش محموله‌های نظامی و حمل و نقل تمرکز دارد. Irkut مجموعه‌ای از پروژه‌های هواپیماهای آموزشی و آبی-خاکی دارد و در بخش الکترونیکی و اویونیک داخلی رقابت می‌کند. در بخش وسایل نقلیه هوایی بدون سرنشین، ZALA Aero و Vega Radio Engineering Corporation از شرکت‌های پیشرو هستند.